# 이마무라 아키쓰네
이마무라 아키쓰네(일본어: 今村 明恒, 1870년 6월 14일 ~1948년 1월 1일)은 일본의 지진학자이며, 도쿄대학 교수직을 지냈다.

## 간토 대지진의 예지
간토 대지진이 발생하기 전인 1905년, 이마무라 아키쓰네는 잡지 태양에 도쿄 남쪽의 사가미만에서 50년 안에 대지진이 발생할 것이라고 예측했고, 사설을 통해 도쿄 전역은 대지진과 그로 인한 화재에 철저히 대비해야 한다고 주장했다. 하지만 이마무라의 예측은 명확한 근거가 존재하지 않았으며 잡지 기고가 선정적으로 보도되었기 때문에 다른 학자들의 신뢰를 얻는 데에 실패했다. 특히 여러 번 지진 예측에 성공한 세계적인 지진학자였던 오모리 후사키치는 이 예측을 강도 높게 비난했다.